# Stephen Hadley
Stephen John Hadley (nacido el 13 de febrero de 1947), es un militar, politólogo y abogado estadounidense. Consejero de Seguridad Nacional del Presidente George W. Bush (2005-2009).

## Primeros años
Nacido en Toledo, Ohio. En 1969 se graduó en Ciencias Políticas por la Universidad Cornell, y más tarde se doctoró en Derecho por la Universidad de Yale. Alistado como oficial de la Marina, entró a trabajar en el Pentágono con sólo 25 años, como supervisor de un grupo de análisis (1972-1974). Entre 1974 y 1977 sirvió en el equipo del Consejo de Seguridad Nacional de la Casa Blanca, dirigido primero por Henry Kissinger y después por Brent Scowcroft. 
En 1977 abandonó la Casa Blanca y empezó a trabajar como abogado en la firma Shea & Gardner, un gabinete jurídico de Washington D. C., prestando servicios legales a Lockheed Martin, el mayor fabricante de armas del mundo. 
Cuando el presidente Ronald Reagan creó una comisión para investigar el escándalo Irán-Contras (Comisión Tower) encabezada por John Tower, Edmund Muskie, y Brent Scowcroft, este último incorporó a Hadley para servir como consejero jurídico de la comisión (1986-1987).

## Asistente del Secretario de Defensa (1989-1993)
En 1989, Hadley se convirtió en Asistente para Políticas de Seguridad Internacional del Secretario de Defensa Dick Cheney, y en oficial de enlace entre el Departamento de Defensa y el Consejero de Seguridad Nacional Brent Scowcroft. En esa posición, fue el principal responsable en el Pentágono de las políticas hacia la OTAN y Europa Occidental, políticas de control de armas, y Defensa de misiles balísticos. 
Hadley actuó como representante del Secretario de Defensa en las negociaciones con los soviéticos para los tratados de reducción de armas estratégicas (START I y START II), lideradas por el Secretario de Estado James Baker. En ese tiempo realizó también varios viajes a las antiguas repúblicas de la URSS, como observador del Departamento de Defensa.

## Comité para la Ampliación de la OTAN (1996-1999)
En 1993 volvió al sector privado, como consejero de The Sowcroft Group, firma de asesoría estratégica fundada por Brent Scowcroft, y como abogado de Lockheed Martin. Trabajando para Bruce P. Jackson, vicepresidente de Lockheed Martin, ayudó a establecer en 1996 el Comité Estadounidense para la Ampliación de la OTAN, una organización privada para presionar en favor de la integración de República Checa, Hungría, Polonia, Bulgaria, Estonia, Letonia, Lituania, Rumania, Eslovaquia y Eslovenia en la OTAN, y promover entre los dirigentes de esos estados la compra del material militar a Lockheed Martin.
A finales de los años 90, Hadley se íntegró también como analista en el think-tank National Institute for Public Policy, participando en un grupo de trabajo que elaboró un informe sobre la fuerza nuclear de EE. UU., en el ANSER Analytic Services, y en el Center for Strategic and International Studies, trabajando en un equipo de treinta analistas en el desarrollo del concepto Homeland Security, aún inexistente.

## Número dos del Consejo de Seguridad Nacional (2001-2005)
En 1999 se incorporó al equipo de asesores de Defensa y política exterior de la campaña presidencial del Gobernador George W. Bush, de Texas. Ante la falta de experiencia del candidato en asuntos internacionales, un grupo de siete expertos se desplazaron a principios de 1999 a la mansión del Gobernador en Austin, Texas, para instruir durante varios meses a Bush. Ese equipo, que asesoró al candidato durante toda la campaña, fue conocido en la prensa como Los Vulcanos, y estuvo formado por: Condoleezza Rice, Stephen Hadley, Richard Armitage, Robert Blackwill, Richard Perle, Dov Zakheim, Robert Zoellick y Paul Wolfowitz.
Tras la victoria electoral de Bush, Hadley fue nombrado número dos del Consejo de Seguridad Nacional de la Casa Blanca, ejerciendo a las órdenes de Condoleezza Rice (2001-2005). En esa posición se encargó de la coordinación de los distintos subcomités del CSN, y después de los atentados terroristas del 11 de septiembre de 2001, participó en el diseño de la reorganización del Gobierno, y en la creación del Departamento de Seguridad de la Patria (Homeland Security). 
En 2002 supervisó la creación del Proyecto sobre Democracias en Transición, un grupo del Consejo de Seguridad Nacional encargado de procurar revoluciones democráticas en estados de Europa del Este como Georgia, Bielorrusia y Ucrania, para acelerar su integración en la OTAN.

## White House Iraq Group (2002-2003)
En agosto de 2002 se integró en el recién creado White House Iraq Group, grupo encargado de movilizar a la opinión pública sobre la necesidad de derrocar a Saddam Hussein, y ayudó en la creación del Comité para la Liberación de Iraq. Se declaró responsable de haber incluido en un discurso del Presidente Bush un intento no confirmado de Irak de comprar uranio a Níger, (Falsificación del uranio de Níger) que después se descubrió falso. El 22 de julio de 2003 presentó su dimisión por haber fallado en esa responsabilidad, pero el presidente no aceptó su dimisión.

## Consejero de Seguridad Nacional (2005-2009)
Tras la reelección del Presidente Bush, y la promoción de Condoleezza Rice para Secretaria de Estado, Hadley fue nombrado nuevo Consejero de Seguridad Nacional. Mantuvo un perfil público muy inferior al de su antecesora, pero disfrutó del mismo grado de cercanía y accesibilidad al Despacho Oval. Su principal función sería la de proteger al Presidente de las críticas, y recomponer las relaciones entre el Consejo de Seguridad Nacional y el Departamento de Estado, dejando a Rice el rol de principal enunciadora de política exterior. 
Ejerciendo de escudo protector de la Casa Blanca ante los cuestionamientos sobre la manera de enfrentar la posguerra en Irak, Hadley preparó el terreno para la respuesta negativa del Presidente ante el informe del Iraq Study Group (Informe Baker-Hamilton), y aconsejó en contra de utilizar las conclusiones de ese informe para dar una conveniente justificación a una rápida retirada de las tropas de Irak. Y recomendó al Presidente que diera respuesta a las conclusiones del Iraq Study Group con el anuncio de un aumento de tropas que simbolizara un cambio de estrategia mediante una mayor implicación en la resolución del conflicto.
En abril de 2007 propuso la creación de la figura de un "zar de la guerra", integrado en el Consejo de Seguridad Nacional, que se encargara de la supervisión de los esfuerzos bélicos en Afganistán e Irak, y ejerciera de intermediario entre la Casa Blanca y las diferentes agencias gubernamentales participantes en la Guerra Contra el Terrorismo. El nuevo cargo llevaría el título de adjunto al Consejero de Seguridad Nacional para Irak y Afganistán, y sería ocupado por el teniente general Douglas Lute.